# Борачко језеро
Борачко језеро је глацијално језеро које се налази у општини Коњиц у Босни и Херцеговини.
Лежи на североисточном подножју планине Прењ, на надморској висини 397 m. Са запада га окружују стрми и шумовити висови Црне горе (1.343 m), а са истока Трањине (1.055 m). Басен језера је настао у Борачкој драги процесом глацијалне ерозије.
Језеро има елипсаст облик. Дугачко је 786 m, а широко 402 m. Површина му износи 0,26 km². Дужина језерске обале је 2,4 km. Језеро је најдубље у југоисточном ужем делу око 17 m, а садржи приближно 2,5 милиона m³ воде, која је због бистрозелене боје прозирна и до 8,3 m. Вода је најтоплија у августу (око 25 °C), а најхладнија у фебруару (0 °C).
Борачко језеро добија воду од Борачког потока и бројних околних извора, којих има и по дну језера. Из језера истиче Шиштица, која се после кратког тока клисуром дугом 6 km и дубоком 60 m руши 30 m високим водопадом у реку Неретву.
Језеро је познато по доброј пастрмци и раковима.
Од Коњица је удаљено 20 km и повезано је асфалтним путем. У непосредној близини изграђени су хотели и мотели, јер је Борачко језеро омиљено излетиште становника Коњица, Сарајева и Мостара.